# Ellas Geheimnis
Ellas Geheimnis ist ein deutscher Fernsehfilm von Rainer Kaufmann aus dem Jahr 2010 mit Hannelore Hoger in der Hauptrolle, der im Auftrag des ZDF produziert wurde.

## Handlung
Die Hamburger Neuropsychologin Ella Hartmann reist zur Beerdigung ihrer Schwester Hilde nach Südafrika. Sie waren beide dort aufgewachsen, und während sie nach Deutschland ging, ist Hilde in ihrem Elternhaus geblieben und hatte die Rooibos-Farm weiter betrieben. Schon am Tag der Beerdigung spürt Ella, dass sie von einigen hier nicht willkommen ist. Eigentlich will sie so schnell wie möglich wieder abreisen, aber ihr Auto muss noch repariert und der Nachlass geregelt werden. Doch noch gravierender ist ein laufendes Strafverfahren, das die Farm betrifft, deren Besitzerin sie jetzt ist. So darf sie das Land vorerst nicht verlassen, solange die Angelegenheit nicht geklärt ist. Ausgerechnet der Farmnachbar Jack Reed hat sie verklagt, weil ihre Schwester ihm Geld schuldete. Er würde gern ihre Farm übernehmen, um damit Raum zu schaffen für die Buschmänner, die noch immer unterdrückt werden, obwohl die Apartheid eigentlich beendet ist. Neben dem Angebot von Reed steht das Angebot einer Investmentfirma, die ausgerechnet durch Mali, die Tochter von Ellas (farbiger) Freundin Saartjie, vertreten wird. In der Konsequenz entschließt sich Ella, an keinen von beiden zu verkaufen, sondern die Farm solange zu bewirtschaften, bis die Rooibosernte eingebracht ist und sie die Schulden ihrer Schwestern bei Reed bezahlen kann. Doch das gestaltet sich schwieriger als gedacht, weil sie zunächst keine Hilfskräfte dazu bewegen kann, für sie zu arbeiten, und weil sie es allein nicht schaffen kann. Nachdem die Ernte dann doch glücklich beendet ist, könnte sie eigentlich abreisen.
In Rückblenden wird Ellas Jugend in Afrika erzählt, deren Großeltern als Missionare damals hierhergezogen waren. Sie hatte sich als junges Mädchen in den Farbigen Ben verliebt, was unter allen Umständen geheim bleiben musste, weil Rassenvermischung damals unter Strafe stand. Sie musste mit ansehen, wie Ben von der Polizei mitgenommen wurde. Später erfuhr sie, dass er angeblich im Gefängnis einen tödlichen Unfall hatte. Als sie merkte, dass sie schwanger war, musste sie ihr Kind heimlich zur Welt bringen und es gleich nach der Geburt weggeben. Ihre kleine Maria hat sie nie wieder gesehen.
Der Gedanke, ihrer Tochter nach 40 Jahren begegnen zu können, hatte Ella mit Beginn ihrer Reise beschäftigt. Auch während ihres gesamten Aufenthalts in dem Land ihrer Jugend ist die meist schmerzliche Erinnerung allgegenwärtig. Jetzt, kurz vor ihrer Rückreise nach Deutschland, erfährt sie, dass ihre Freundin Saartjie Maria (als Mali) aufgezogen hat. Niemand weiß davon, und Ella möchte es schweren Herzens auch dabei belassen. Doch ihr cleverer Enkel Biko hat es herausgefunden, und so muss Saartjie ihrer Mali beichten, dass nicht sie, sondern Ella ihre leibliche Mutter ist. Für Mali ist das ein Schock: Sie trägt das Blut der Weißen in sich – sie, die sich einzig und allein dem Kampf nach völliger Freiheit für die einheimische Bevölkerung verschworen hat, was für sie der Anschluss an die westliche Welt bedeutet und sie deshalb moderne Investments als die große Zukunft ansieht.
In einer Aussprache zwischen Mutter und Tochter erklärt Ella, dass die Weggabe ihres Babys für sie das Schwerste war, was sie je in ihrem Leben tun musste, und sie hat es nicht einen Tag in den letzten 40 Jahren vergessen. Sie will deshalb Mali die Farm überschreiben, auch weil der Besitz dann in der Familie bleiben würde. Doch Mali lehnt ab, und so entscheidet sich Ella, auch aufgrund von Reeds Zuspruch, vorerst in Südafrika zu bleiben.

## Hintergrund
Ellas Geheimnis wurde vom 29. Januar 2008 bis zum 29. Februar 2008 an Schauplätzen in Südafrika und Hamburg gedreht. Für den Film zeichnete die UFA Fernsehproduktion verantwortlich. Der Film wurde nach seiner TV-Premiere am 22. Januar 2010 auf arte, am 17. Mai 2010 als ZDF-Fernsehfilm der Woche ausgestrahlt.

## Rezeption

### Einschaltquoten
Bei seiner Erstausstrahlung im ZDF am 15. Mai 2010 zur Hauptsendezeit um 20.15 Uhr wurde der Film von 4,81 Millionen Zuschauer gesehen und erreichte einen Marktanteil von 15,1 Prozent für das ZDF.

### Kritik
Rainer Tittelbach von Tittelbach.tv urteilte über den Film: „Es ist eine universale Geschichte mit politischer, biografischer Grundierung und authentischen, kraftvollen Figuren. Parallel zur Vergangenheitsbewältigung der Heldin gerät auch die historische Vergangenheitsbewältigung in den Blick – und das überraschend klischeefrei und differenziert. Mag in der überaus stimmungsvollen Inszenierung mit ihren lichtdurchfluteten, präzise komponierten Bildern immer auch ein Stück weit Afrika-Romantik mitschwingen, so zeigt doch der Film von Rainer Kaufmann, dass die Wunden der Rassentrennungspolitik längst nicht verheilt sind. Man spürt, dass der Stoff für die Autorin Stefanie Sycholt, die in Pretoria geboren wurde, eine Herzensangelegenheit ist.“
Die Kritiker der Fernsehzeitschrift TV Spielfilm fanden Ellas Geheimnis „trotz guter Ansätze letztlich verkitscht“ und vergaben an den Film eine mittlere Wertung, den Daumen zur Seite.
Marco Croner wertete für Quotenmeter.de und fand: „Der Funke nicht völlig überspringen, ‚Ellas Geheimnis‘ trabt von Stelle zu Stelle, manchmal schneller, manchmal langsamer. Man hängt an der jungen Ella (Amelie Kiefer) und ihrer Begierde nach einer Zukunft mit Ben, ebenso wie man der gereiften Frau Sympathe schenkt. Die Handlungen der Charaktere sind nachzuvollziehen und begründet. Aus erzählerischer Sicht ist der Film zweifellos zu empfehlen, doch es obligt dem Einzelnen Gefallen an dem sehr speziellen Motiv des Themas zu finden.“
Kino.de schrieb: Den Filmemachern ist „beachtenswerter Film gelungen, in dem […] unaufgeregt und doch packend von den Schrecken der Apartheid erzählt [wird], die bis heute andauernde Gespaltenheit der südafrikanischen Gesellschaft [ge]zeigt, und zugleich zwei Liebesgeschichten gefühlvoll entwickelt [werden]. Dass letzteres ohne Schwulst abgeht, ist auch Hannelore Hoger und Rolf Lassgård zu verdanken. Beide spielen kratzbürstige Querköpfe mit Charme, die jeden Anflug von Kitsch sogleich im Keim ersticken. “
Thilo Wydra vom Tagesspiegel.de schrieb: „‚Ellas Geheimnis‘, von Rainer Kaufmann nach dem Drehbuch von Stefanie Sycholt inszeniert, ist, das versteht sich bei den Namen vor und hinter der Kamera von selbst, keiner der üblichen Freitag-Süßholzraspel-Filme. Dennoch hakt und holpert es in der Dramaturgie, muten Sprünge zwischen den Szenen abrupt an, wirken die Dialoge holzschnittartig. Vielleicht war es auch zu viel, das Politisch-Allgemeine und das Privat-Individuelle, die innere wie äußere Odyssee dieser Frau in 90 Minuten miteinander verknüpfen zu wollen.“
Für die FAZ urteilte Irene Bazinger: „Grenzenlos weit spannt sich der Abendhimmel, und die Wolken lassen ihn wie eine geheimnisvolle, vielversprechende Landkarte erscheinen, auf der sich Träume und Sehnsüchte, Ängste und Hässlichkeiten nebeneinander ausbreiten.“ So stellt sich der Hauptfigur ihre alte Heimat dar. Die Geschichte des Films selbst erlaube „gänzlich unaufgeregt, nicht immer kitschfrei, aber zumeist einfühlsam und sogar humorvoll eine Annäherung an die finstere Zeit der Apartheidspolitik.“